# 紅林大空
紅林 大空（くればやし はるか、1991年8月22日 - ）は、日本の画家，ファッションモデル，歌手，実業家，文化研究家で、原宿のKAWAII文化の代表的人物である。デビュー当時から継続的に活動の幅を拡げ続けマルチクリエイターとして多岐に渡る活動を行い、世界的な知名度を獲得してからは学術研究に協力しながら国際的に文化発信を行っている。女性、身長は152cm、静岡県出身、東京都在住。一般社団法人GLOBAL KAWAII協会理事。「紅林 大空」は本名である。
元々好んで行っていた絵画制作を背景に、原宿を拠点に活動する日本人アーティストである。特にデコラティブ（デコラ）と呼ばれるジャンルに注力している。活動は幅広く、画家としての作品展示やファッションモデル活動の他に、YouTuber活動、商品デザイン、竹下通りのエントランスデザイン、店舗のプロデュース、東京都内を中心とした音楽活動も行っている。SNS経由で世界的人気を集め、世界各国のイベントにも呼ばれている。インフルエンサーとしてはDiz，PPP STUDIO，Queen's Ave.に所属、モデルとしては現在フリーランスである。

## 人物
日常的に都会の人混みなどでも紛れることがないほど尋常でなくカラフルな格好をしており、日本人が「かわいい」とする物事について調査・助言・制作を続けている。当初は1クリエイターでしか無かったが、後に国際的な研究協力を行うまでになり、活動は世界的に展開されているカワイイ文化全体への貢献に向かっている。
有名になった切っ掛けはモデル活動であったが、それ以前から画家として継続的に活動していた。
常葉学園菊川高等学校油画科を首席で卒業後、地元の静岡で画家としての活動を続けていたが、2009年に高校の同級生からの誘いで静岡から東京に移住した。その後アルバイトを経て、一般企業の会社員として会社勤めを続ける傍ら、東京ではプライベートでの繋がりが殆どない寂しさを解消するため必ず誰かに会える原宿に足繁く通い、2010年のKERAの路上スナップ写真への採用を切っ掛けとしてKERAの読者モデルとなったことで急速に有名になった。
最初は趣味としてのモデル活動であったが、モデルとしての仕事が増えたことから、23歳で会社員を辞め、専業のファッションモデルとしての道を歩み出す事になった。
2011年に画家としての初の個展『おやすみなさい、うちゅう展』を名古屋にて開催した。
2013年にはファッションブランドの「90884」を立ち上げ、2014年以降はInstagram経由でグローバルな人気を獲得したことで、世界各国のイベントにも招聘されている。同年に原宿で画家として2回目の個展『おかえりなさい、うちゅう展』を開催した。
その後も原宿発のクリエイティブな生活を発信し続けており、SNS、動画、広告、雑誌、イベントへの露出だけでなく、全国ネットのテレビ番組への出演歴もある。2019年には原宿の竹下通りで大規模イベントをプロデュースできる程になった。また、海外大学の文化研究に協力し、海外企業の原宿視察ではガイド役を務めている。
従って、単なるモデルの枠を超えて原宿文化のキーパーソンの1人になったと言える。
業界の有名人となった後もファンとの関わりを大切にしており、特にオフラインのイベントでは訪れたファンに直接声を掛けることが多い。また、自ら原宿でイベントを開催したり店先に立ったりするなど現場主義を続けている。
名探偵コナンの大ファンであり、毎年劇場版を観に行ったり、展示会等のイベントに参加したりしている。

### ファッションモデルとしての活動
高校卒業後、ファッション雑誌『KERA』のストリートスナップから読者モデルとなる。
動物モチーフを多く取り入れたデコラティブなスタイルが特徴。1990年代に原宿で台頭し始めたデコラと呼ばれるスタイルをベースにした奇抜なヘアスタイルや服装と、カラフルな歯列矯正が特徴。自身のファッションや制作物において、目に焼き付くような極彩色を採用している。
2014年に始めたInstagramのフォロワーが20万人を超えるもその大半が海外ユーザーで、海外向けにメイクを配信するYouTubeやNYのアパレルショップでブログ連載を持つなど幅広く活動している。
2016年、フジテレビ「アウト×デラックス」に出演した際には、本人の歯列矯正やカラフルな食生活が紹介され、日本で一番派手なモデルとして注目を集めた。2017年2月にはInstagram動画の再生回数が国内月間ランキング1位となり、テレビ番組やInstagram公式アカウントから取材を受けるなど世界のKAWAIIファン、Instagramで高い人気を誇る日本人の一人となった。
また、自身の歯列矯正の経過を綴ったブログを持っており、日本テレビ「ニノさん」でも歯列矯正フェチを告白。
原宿系ブランド、LISTEN FLAVORやSUPER LOVERS、卓矢エンジェルなどの広告モデルを務める。
静岡県内の私立常葉学園菊川高等学校で3年間油画科を専攻しており、デビュー当初は自身を絵描きと称しライブペイントをメインに活動していたが、近年は海外のアニメコンベンションへのアーティスト出演をメインに活動している。自身でデザインしたアパレルブランドや、コラボ商品・パッケージのデザイン等も本人が手がけている。

### 音楽活動

#### 2015年-2017年: ロックバンド「無重力クッキー」のボーカルとしての活動
知り合いのミュージシャンからの電話連絡が切っ掛けとなり、2015年に自身をボーカルとするポップな世界観のロックバンドである無重力クッキーを知り合い同士で結成した。そして、2015年7月31日から日本全国のライブハウスでライブ活動を行いながら3作品のCDも全国流通させ、予定プレス枚数が売り切れたため音楽配信も開始するなど、インディーズバンドとしての定評を獲得するに至った。
しかし、約2年間に渡る活動の後に、2017年12月25日の青山RizMにおけるライブイベント開催を以て、一旦ライブ活動を休止し、より自由な形で音楽制作を行うことを公式に宣言した。

##### 2018年,2022年: 「無重力クッキーアコースティック部」としての活動
その後、ロックバンドという体制は無くなり、新曲のリリースも無くなったが、他の活動の合間を縫ってスピンオフ的に「無重力クッキーアコースティック部」としてのライブは行っている。

#### 2018年-: HΛLプロデュースによるソロ活動
解散後の準備期間を経て、Kinki Kidsや浜崎あゆみなどのヒット曲を手掛けた実績を持つHΛLのプロデュースにより、ソロアーティストとして活動を開始した。2018年9月より、楽曲を配信しながら、東京都渋谷区のライブハウスを中心に不定期でライブを開催した。

### 研究・国際交流活動
自身のファッションブランドである『90884』の運営時にオーストラリア出身のミーガン・キャサリン・ローズ（後の文化社会学者）がオーストラリアで販売するために商品を買い付けた後、続けて研究協力の依頼を行ったことが切っ掛けで、海外大学の研究活動にも協力するようになった。カワイイ文化の研究者は世界的に5～6人しか居ない分野であるため、当事者による積極的な研究協力は学術的にも大きな意味のある活動である。

#### 2023年9月1日-: 一般社団法人GLOBAL KAWAII協会
2023年9月1日、『一般社団法人GLOBAL KAWAII協会』をカワイイ研究を専門とするオーストラリア出身の文化社会学者であるミーガン・キャサリン・ローズ、Team Mercurius プロデューサー／内閣府地域活性化伝道師／実業家の西園寺怜、そして紅林大空の3名で東京都内の渋谷道玄坂東急ビル2F-Cに設立した。日本内外の言語の壁を越えて、日本国内でカワイイ文化を担う人々を世界に発信し、逆に海外のカワイイ文化の受容状況を調査して日本国内に紹介する役割を担う。

## 経歴
- 幼少期に絵を描くことに強い興味を持つ。後に常葉学園菊川高等学校油画科に入学する。
- 2007年、宮城聰プロデュースによる、飴屋法水演出、平田オリザの戯曲『転校生』に出演（実質的なデビュー）
- 2009年、常葉学園菊川高等学校油画科卒業後に地元の静岡県で絵を描いており、既に作品の買い手が付くほどの画力もあった。その後、友人の誘いで静岡県から東京都に移住。アルバイトをして生活費を稼ぎ、絵を描きながら「下積み」を続ける。高校時代に演劇部だった経験から、自主映画の作品や舞台のワークショップにも足を運んで絵画以外にも見分を広げる。東京都では友人と同居していたが、昼間は友人も仕事に出掛けプライベートでの繋がりが殆ど無かったため1人で過ごすことが多く、必ず誰かと会える原宿で過ごすようになる[15]。
- 2010年、原宿でKERAの「スナップ隊」に声を掛けられ路上スナップ写真に採用，KERAの読者モデルとしての活動を開始（本人曰くキャリア形成において最も重要なエピソードであったとのこと）[16]
- 2011年、名古屋にて、個展『おやすみなさい、うちゅう展』を開催
- 2012年、KERA創刊13周年記念のトリビュートアルバムにてケラ!モデルズとしてレコーディングに参加
- 2013年、原宿にて、個展『おかえりなさい、うちゅう展』を開催
- 2015年、自身の世界観を反映させたロックバンドである『無重力クッキー』を結成。全国的な作品流通とライブ活動で定評を得たが、2017年12月25日のラストライブを以てバンド活動を休止。バンド休止後はスピンオフ的に『無重力クッキーアコースティック部』としての活動を開始
- 2015年、ニューヨークで開催されたWakuWaku+ NYC 公式ゲストとしてモデル出演
- 2016年、東京都港区の複合施設「TABLOID」にて開催された米国Instagram主催の「#私と私の物語」ローンチイベント[17]にて「自分らしく活躍する女性の物語」に選ばれて招待され[18]「自分らしく活躍する日本人女性15人」として写真を展示[19]
- 2018年6月10日、静岡遠征LIVEをもってバンド休止以降スピンオフ的に続けてきた『無重力クッキーアコースティック部』としての活動を休止。2018年11月19日には無重力クッキーの公式通販サイトも閉店[20]
- 2018年、アムステルダムの熱帯博物館にて開催された「COOL JAPAN」展のビジュアルモデルに起用
- 2018年、メキシコシティで開催されたJ'festに公式ゲストとしてLIVE出演
- 2018年、ロサンゼルスで開催されたアニメエキスポに公式ゲストモデルとして出演
- 2018年、HΛLプロデュースによりソロアーティストとして音楽活動開始
- 2018年9月21日、渋谷TAKE OFF 7にて紅林大空 with HΛL 初LIVE「もれなくみんな新人類」を開催[21]
- 2019年4月26日、渋谷TAKE OFF 7にて紅林大空×HΛL 2nd LIVE「ファジィなひとたち」を開催[22]
- 2019年9月、「YouTube NextUp 2019」の僅か12組の募集枠に合格して5日間の合宿に参加[23]
- 2019年、テキサスで開催されたA-KONに公式ゲストモデルとして出演
- 2019年、ロサンゼルスで開催されたアニメエキスポに公式ゲストモデルとして2年連続出演
- 2022年9月1日、仕事帰りに電車に乗った際、駅のホームで接触事故に巻き込まれ、病院に緊急搬送された。左側頭部を強打した事で記憶喪失状態に陥り、活動休止に追い込まれた。
- 2022年10月1日、不完全ながら容体が回復し、SNSにおける投稿を再開した。
- 2022年11月20日、「ウラハラフェス2022 オータム」内で『無重力クッキーアコースティック部』の4年ぶりのライブを開催[24]
- 2023年3月18日-2023年3月21日、原宿のギャラリー"Noctiluca"で10年振りの個展となる「私の頭の中、ガチャリと音がした展」を開催[25][26]
- 2023年4月、三鷹天命反転住宅にアトリエを構える。
- 2023年9月1日、カワイイ研究を専門とするオーストラリア出身の文化社会学者であるミーガン・キャサリン・ローズ、Team Mercurius プロデューサー／内閣府地域活性化伝道師／実業家の西園寺怜、そして紅林大空の3名で『一般社団法人GLOBAL KAWAII協会』を設立[27][3][4][5]。「日本のカワイイ文化を牽引しているアーティストやコミュニティーの方々を世界的にプロモートすること」をミッションに掲げて活動を開始[27]。

## 出演

### 雑誌
- KERA
- SUPER LOVERS
- Kawaii! Japan's Culture of Cute表紙

### TV
- 東京カワイイTV NHK
- Kawaii International NHK World
- ニノさん 日本テレビ
- アウト×デラックス フジテレビ
- ザ・パワーマップ 日本テレビ
- フラーハウス Netflix

### その他
- SONY ウォークマン CM出演。
- au ガラケーの歴史 CM 出演
- TOYOTA トヨタクラウン CM出演。
- サザンオールスターズ 壮年JUMP MV ダンサー出演。

## ディスコグラフィ

### CD

#### アルバム
|     | 発売日         | タイトル | 品番     | 収録曲 |
| --- | -------------- | -------- | -------- | --- |
| 1st | 2016年04月20日 | ぜろぐら | MJRC-001 | 1. ドキドキ 2. My little baby boo 3. ららら 4. SUMMER 5. スイートメモリィ 6. ココロキッズ 【BONUS TRACK】 |

#### シングル
|     | 発売日         | タイトル                           | 品番     | 収録曲 |
| --- | -------------- | ---------------------------------- | -------- | --- |
| 1st | 2016年04月20日 | ネバーランド                       | MJRC-002 | 1. ネバーランド 2. コンクリートジャングル 3. ネバーランド (Instrumental ver.) 4. コンクリートジャングル (Instrumental ver.)   |
| 2nd | 2016年09月21日 | クレイジーソルト/Little Ms.Pumpkin | MJRC-003 | 1. クレイジーソルト 2. Little Ms. Pumpkin 3. クレイジーソルト（Instrumental ver.） 4. Little Ms. Pumpkin（Instrumental ver.） |

### デジタル・シングル
| 枚  | 発売日         | タイトル                 |
| --- | -------------- | ------------------------ |
| 1st | 2018年9月14日  | キリンが握るお寿司屋さん |
| 2nd | 2018年12月26日 | おやすみ                 |
| 3rd | 2019年2月6日   | 恋する目玉焼きプラネット |
| 4th | 2019年5月1日   | クリームパンを焼かないで |
| 5th | 2019年9月4日   | へんてこりんパフェ       |

### 参加作品
- Uncle Robz Theme (feat. Haruka Kurebayashi) - Strawhatz（2020年2月28日）

### 公式サイト
- 紅林大空 公式サイト

### ポータルサイト
- 紅林大空(くれちゃん) lit.link(リットリンク)

### ブログ
- 紅林大空オフィシャルブログ「エディーとマーシー」Powered by Ameba

### モデル写真集
- 紅林大空(@kure)｜SGS109
- 紅林大空 | KERA STYLE [ケラ！スタイル]

### SNS
- kurebayashiii - Instagram
- 紅林大空 @90884 - Twitter
- 90884chan - TikTok
- 紅林大空 - LINE

### ライブ配信
- kurechannel - Twitch

### 動画共有サイト
- くれちゃんねる(Kure-channel) - YouTube
- Kure-channel English - YouTube

### 所属事務所
- DiZ - くれちゃんねる
- PPP STUDIO - Kure-chan🦒🍣
- Queen’s Ave. - くれちゃんねる(Kure-channel)

### キャスティングサービス
- CLOUDCASTING - 紅林　大空